# Cariblatta nigra
Cariblatta nigra är en kackerlacksart som beskrevs av Rocha e Silva och Guilherme A.M.Lopes 1975. Cariblatta nigra ingår i släktet Cariblatta och familjen småkackerlackor. Inga underarter finns listade.